# Tras Talleres (Santurce)
|                                                  |                                             |
| Coordenadas                                      | 18°26′47″N 66°04′48″O / 18.44639, -66.08000 |
| Entidad • País • Territorio • Municipio • Barrio | Sub-barrio Puerto Rico San Juan Santurce    |
| Superficie                                       | 0,17 km² (0,06 mi²)                         |
| Población • Densidad poblacional                 | 2.453 (2000) 14.594,6 km² (37.799,8 mi²)    |

Tras Talleres es uno de los cuarenta “sub-barrios” del barrio Santurce en el municipio de San Juan, Puerto Rico. De acuerdo al censo del año 2000, este sector contaba con 2.453 habitantes y una superficie de 0,17 km².